# Tommaso Menoncello
Tommaso Menoncello (* 20. srpna 2002 Treviso) je ragbista hrající za italský klub Benneton a italskou reprezentaci nejčastěji na pozici tříčtvrtky. S klubem vyhrál v roce 2021 Pro 14 Rainbow Cup. 
Na Six Nations 2022 se stal v zápase proti Francii nejmladším hráčem historie, který položil na turnaji 6 národů pětku. Na Six Nations 2024 byl vyhlášen nejužitečnějším hráčem turnaje a pomohl Itálii k nejlepšímu výsledku na Six Nations v historii (2 výhry a 1 remíza z pěti zápasů).